# Curitiba
Curitiba [kʊɾɪˈt͡ʃibɐ], amtlich portugiesisch Município de Curitiba, ist eine Großstadt in Brasilien und Hauptstadt des Bundesstaates Paraná. Curitiba ist mit über 1,9 Millionen Einwohnern die achtgrößte Stadt in Brasilien. Sie ist Kern der Metropolregion Curitiba, in der rund 3,6 Millionen Einwohner leben.

## Toponymie
Der Name Curitiba stammt aus den Tupí-Guaraní-Sprachen. Die genaue Etymologie ist jedoch umstritten, je nachdem, ob die Wortbestandteile aus der Tupi-Sprache (curi = „Kiefer“ und tiba = „viele“) oder der Guaraní-Sprache abgeleitet werden. Hierüber kam es im 20. Jahrhundert zu einer Kontroverse. Der Name bedeutet sinngemäß „Land mit den vielen Araukarien“.

## Geographie

### Geographische Lage
Curitiba liegt auf der ersten paranaensischen Hochebene, dem Primeiro Planalto Paranaense, im Landesinneren ca. 90 Kilometer entfernt vom Hafen Paranaguá. Die geografischen Koordinaten sind 25,42° südliche Breite und 49,29° westliche Länge, die Höhe über dem Meeresspiegel beträgt 934 Meter.
Sie hatte nach der Volkszählung von 2010 1.751.907 Einwohner, die portugiesisch curitibanos (Curitibaner) genannt werden. Zum 1. Juli 2021 wurde die Einwohnerzahl durch das IBGE auf 1.963.726 Bewohner geschätzt.
Curitiba ist Sitz der 1973 errichteten Metropolregion Metropolregion Curitiba (RMC), zu der 29 Städte gehören (Schätzung 2015: 3.502.804 Einwohner). Sie ist die achtgrößte der brasilianischen Millionenstädte.

### Klima

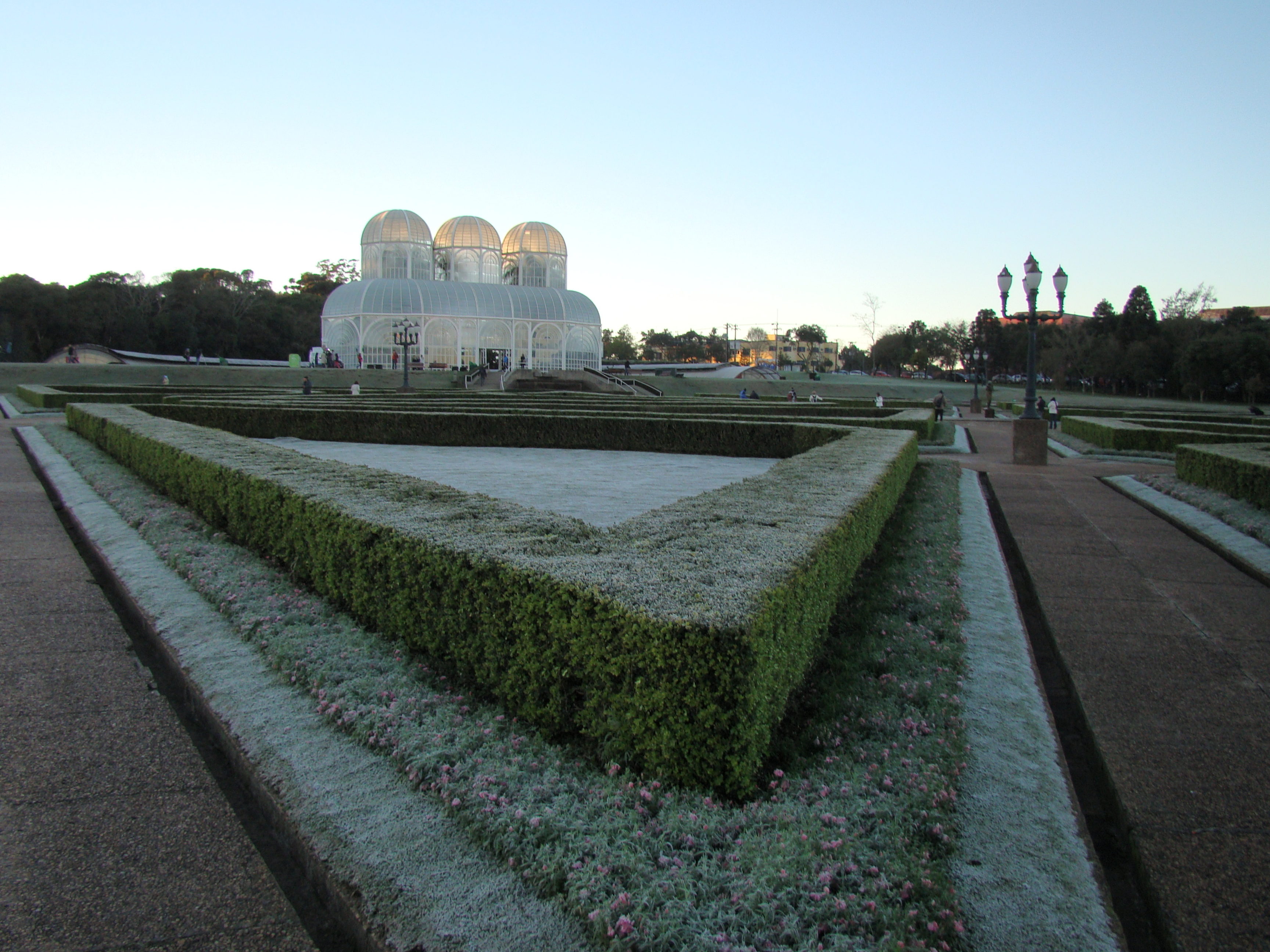
Bodenfrost im Botanischen Garten von Curitiba

Curitiba liegt in der subtropischen Klimazone. Wegen der Höhenlage (934 m) herrscht in Curitiba jedoch ein gemäßigtes Seeklima.
Im Sommer übersteigen die Temperaturen nur selten die Grenze von 30 Grad Celsius und im Winter können die Temperaturen in wolkenlosen Nächten auch den Gefrierpunkt erreichen.
Die jährliche Niederschlagsmenge beträgt 1433 Millimeter im Mittel und ist recht gleichmäßig über das Jahr verteilt.
|                        | Jan  | Feb  | Mär  | Apr  | Mai  | Jun  | Jul  | Aug  | Sep  | Okt  | Nov  | Dez  |   |      |
| Mittl. Temperatur (°C) | 21,4 | 21,8 | 20,9 | 18,2 | 15,7 | 14,0 | 13,8 | 15,1 | 16,1 | 17,6 | 19,3 | 20,4 | ⌀ | 17,8 |
| Mittl. Tagesmax. (°C)  | 26,5 | 26,7 | 25,8 | 23,1 | 21,1 | 19,6 | 19,4 | 20,9 | 21,3 | 22,6 | 24,5 | 25,4 | ⌀ | 23,1 |
| Mittl. Tagesmin. (°C)  | 16,3 | 16,9 | 15,9 | 13,2 | 10,2 | 8,4  | 8,1  | 9,2  | 10,8 | 12,5 | 14,0 | 15,4 | ⌀ | 12,6 |
|                        |      |      |      |      |      |      |      |      |      |      |      |      |   |      |
| Niederschlag (mm)      | 171  | 147  | 131  | 93   | 99   | 105  | 89   | 75   | 115  | 134  | 124  | 150  | Σ | 1433 |
|                        |      |      |      |      |      |      |      |      |      |      |      |      |   |      |
| Sonnenstunden (h/d)    | 5,3  | 4,9  | 4,7  | 4,7  | 4,9  | 4,6  | 4,8  | 4,8  | 4,1  | 4,4  | 5,1  | 4,9  | ⌀ | 4,8  |
|                        |      |      |      |      |      |      |      |      |      |      |      |      |   |      |
| Luftfeuchtigkeit (%)   | 82   | 83   | 83   | 82   | 82   | 81   | 81   | 79   | 82   | 82   | 80   | 82   | ⌀ | 81,6 |

| 16,3 |

| 16,9 |

| 15,9 |

| 13,2 |

| 10,2 |

| 8,4 |

| 8,1 |

| 9,2 |

| 10,8 |

| 12,5 |

| 14,0 |

| 15,4 |

| 16,3 |

| 16,9 |

| 15,9 |

| 13,2 |

| 10,2 |

| 8,4 |

| 8,1 |

| 9,2 |

| 10,8 |

| 12,5 |

| 14,0 |

| 15,4 |

## Geschichte
Die Portugiesen, die die Stadt 1693 gründeten, gaben ihr den Namen Vila Nossa Senhora da Luz e Bom Jesus dos Pinhais. Schon 1721 wurde der Name in Curitiba geändert.
Curitiba wurde 1842 offiziell eine Stadt. Ihr Wachstum basierte auf Handel, besonders Viehhandel. 1854 wurde Curitiba die Hauptstadt von Paraná. Es folgte eine Phase schneller Entwicklung, in welcher Schulen und Theater errichtet wurden.
Ab 1870 wanderten viele europäische Immigranten, vor allem Deutsche, Polen, Ukrainer und Italiener, nach Curitiba ein. Auch eine kleinere Anzahl von französischen, britischen und Schweizer Einwanderern gründete Kolonien in der Nähe der Stadt und widmete sich hauptsächlich der Landwirtschaft und traditionellem Handwerk.
Von 1915 bis 1924 wanderten auch viele Japaner, Libanesen und Syrer nach Curitiba ein.
Im Jahr 1913 wurde mit der Universidade Federal do Paraná die erste Bundesuniversität gegründet, im gleichen Jahr wurde die Pferdestraßenbahn elektrifiziert.

## Kommunalpolitik
Bei der Kommunalwahl 2016 wurde Rafael Greca vom Partido da Mobilização Nacional (PMN) für die Amtszeit von 2017 bis 2020 zum Stadtpräfekten (Bürgermeister) gewählt Greca wurde bei der Kommunalwahl 2020 für die Amtszeit von 2021 bis 2024, diesmal für die Partei der Democratas, wiedergewählt.

## Demografie
Bevölkerungsentwicklung der Stadt
| Jahr | Einwohnerzahl |
| ---- | ------------- |
| 1872 | 12.651        |
| 1890 | 24.553        |
| 1900 | 49.755        |
| 1920 | 78.986        |
| 1940 | 140.656       |
| 1950 | 180.575       |
| 1960 | 361.309       |
| 1970 | 642.362       |
| 1980 | 1.052.147     |
| 1991 | 1.313.094     |
| 2000 | 1.586.848     |
| 2010 | 1.751.907     |
| 2021 | 1.963.726     |

## Stadtplanung
In Fachkreisen ist die Stadt Curitiba für ihr leistungsfähiges Transportsystem mit eigenen Busspuren auf den Hauptstraßen bekannt. Zum Einsatz kommen Doppelgelenkbusse, deren Haltestellen erhöhte Röhren sind, die mit einem Zugang für Behinderte ausgestattet sind. Das System, das von 85 % der Bevölkerung Curitibas benutzt wird, diente dem TransMilenio in Bogotá (Kolumbien) als Vorbild. Die Stadt ist auch bei der Erhaltung der Grünflächen erfolgreich und rühmt sich, pro Einwohner 54 Quadratmeter Grünfläche zu haben.
Die Stadt begann auch ein weiteres interessantes Projekt: Unter dem Namen „Faróis do Saber“ (Leuchttürme des Wissens) wurden frei verfügbare Bildungszentren wie Bibliotheken, Internetzugang und andere kulturelle Einrichtungen eröffnet. An die Gebäude von diesen Einrichtungen wurden dann auch tatsächlich Leuchttürme angebaut, um diese weithin erkennbar zu machen.
Heute wird Curitiba als eines der weltweit besten Beispiele für gelungene städtische Planung betrachtet. Im Juni 1996 wurde Curitiba auf dem Kongress der Stadtplaner in Istanbul als die „innovativste Stadt der Welt“ geehrt.

## Touristische Ziele (Auswahl)
- Torre Panorâmica (Aussichtsturm, gleichzeitig von Brasil Telecom zu Telekommunikationszwecken genutzt)
- Stadtteil Santa Felicidade, für seine Gastronomie bekannt
- Oscar Niemeyer-Museum (MON)
- Park Passeio Público
- Parque Tanguá, künstlich geschaffene Parklandschaft
- Botanischer Garten (Jardim Botânico)

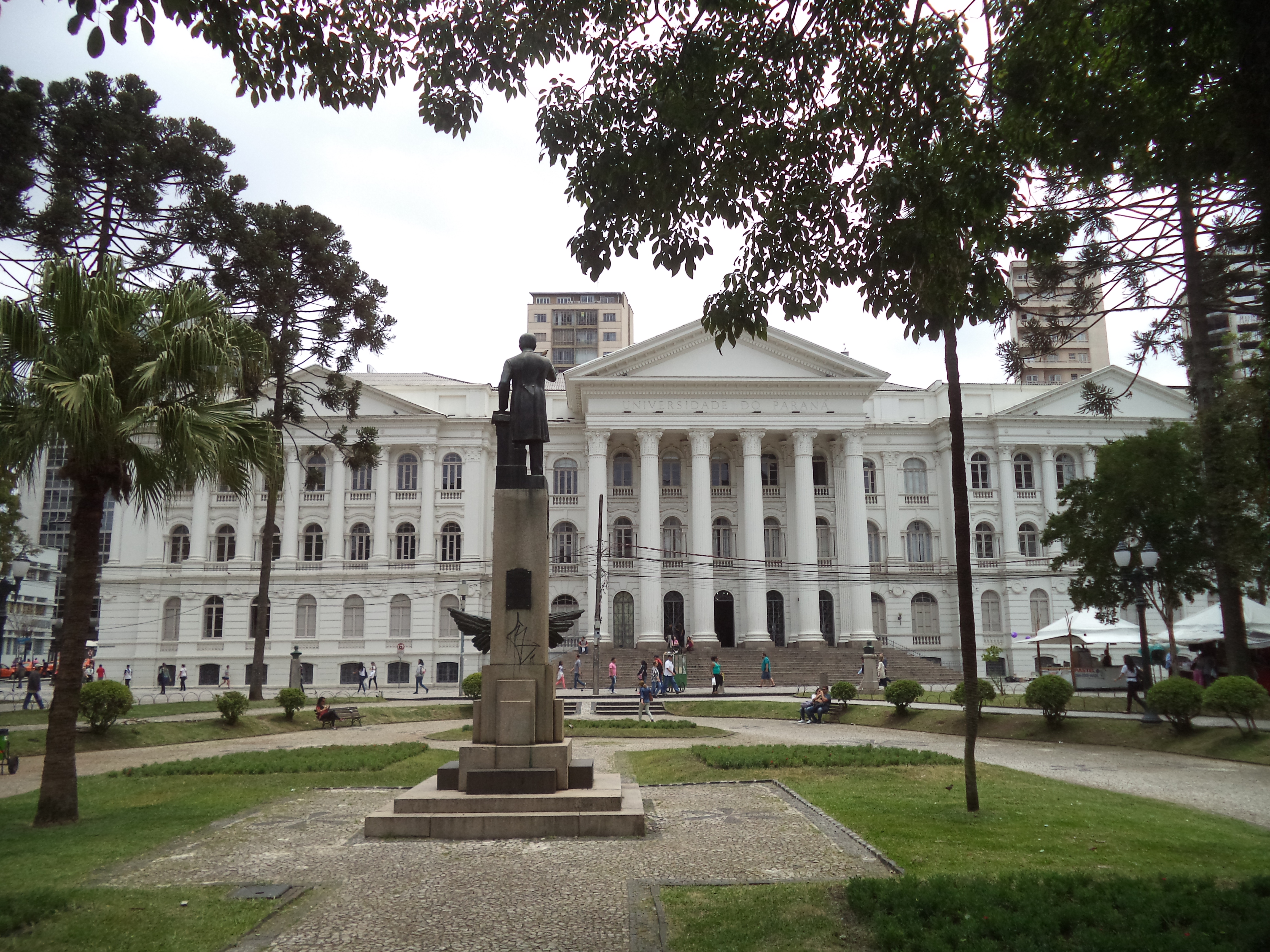
Universidade Federal do Paraná

- Ópera de Arame (Wire Opera House)

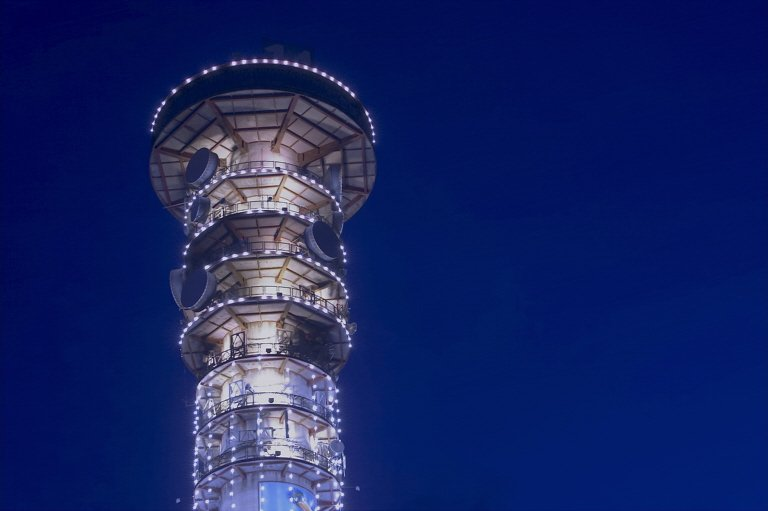
Torre Panorâmica
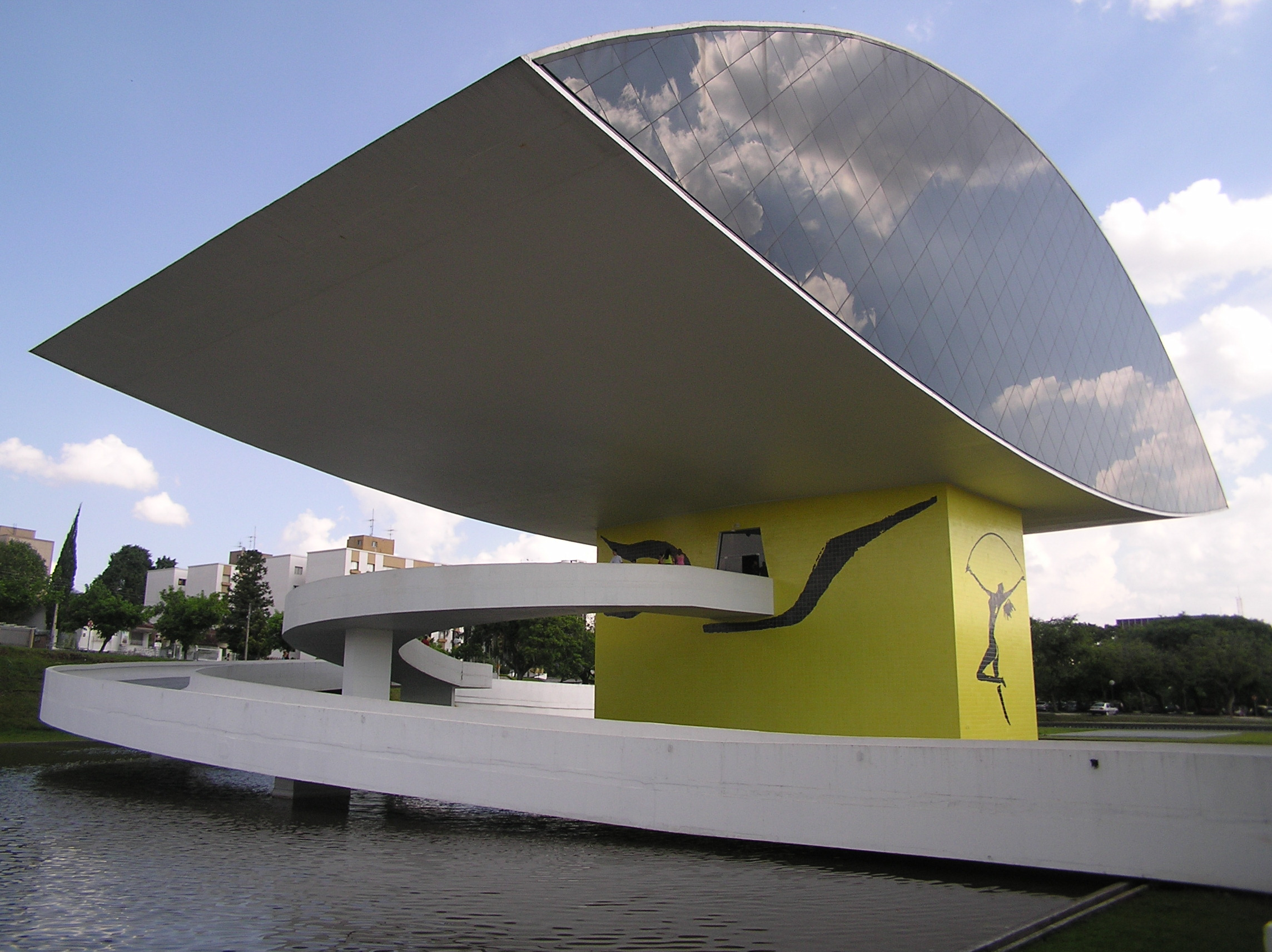
Oscar Niemeyer Museum
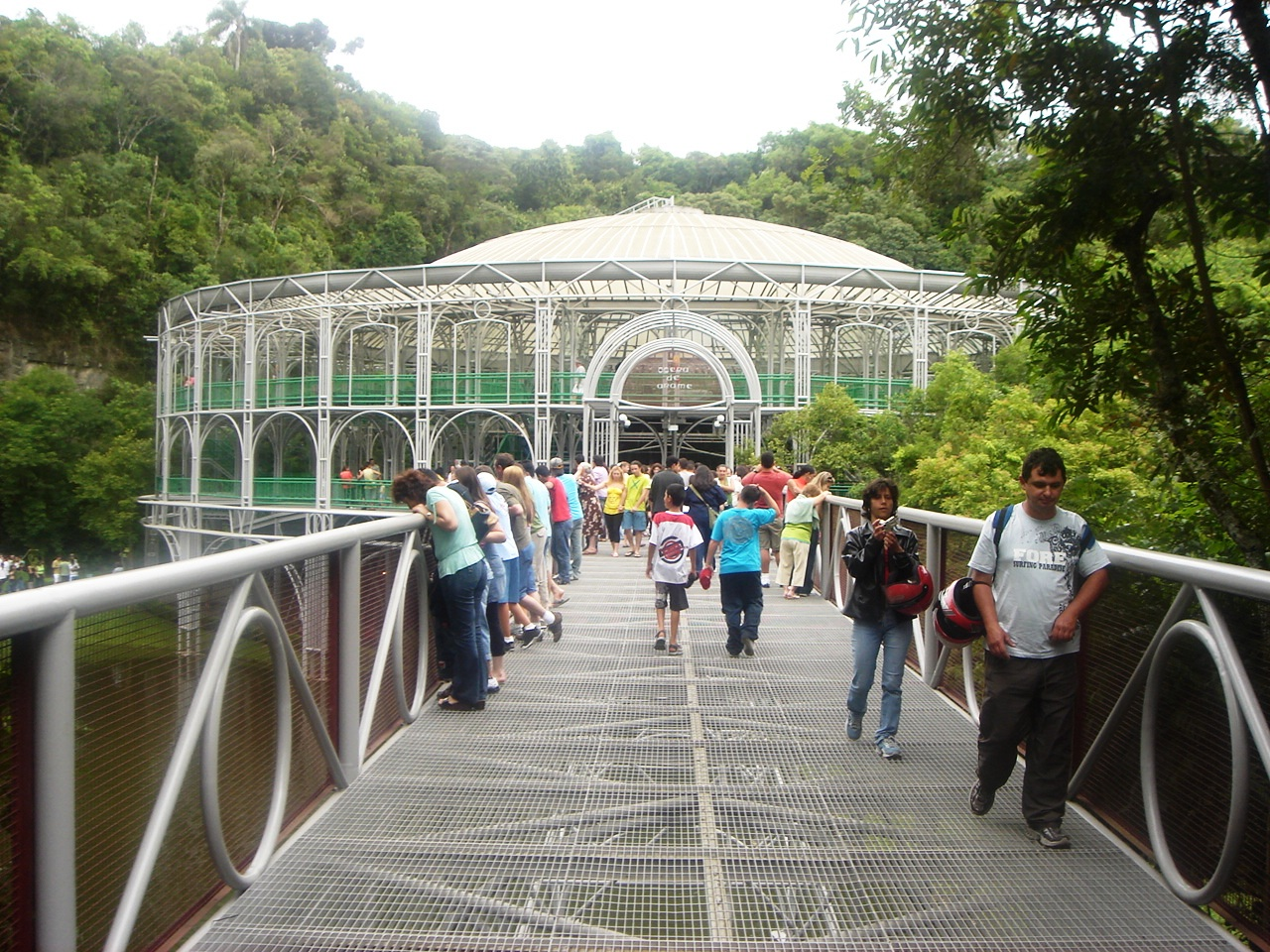
Ópera de Arame

## Erzbistum Curitiba
Curitiba ist seit 1892 Sitz einer römisch-katholischen Diözese, welche 1926 zum Erzbistum Curitiba erhoben wurde. Die Ukrainische griechisch-katholische Kirche hat seit 1971 die Erzeparchie São João Batista em Curitiba in Curitiba.

## Wirtschaft und Infrastruktur

### Unternehmen
Neben Siemens und der Robert Bosch GmbH gibt es weitere Werke der Automobilproduzenten Volkswagen do Brasil, Renault-Nissan und Volvo im benachbarten São José dos Pinhais. Auch eine Erdölraffinerie produziert vor Ort. Curitibas Wirtschaft profitiert besonders von dem nur rund 70 Kilometer entfernten Hafen Paranaguá. Der brasilianische Computerhersteller Positivo hat ebenfalls seinen Sitz in Curitiba.
Die Deutsch-Brasilianische Industrie- und Handelskammer ist in Curitiba mit einer Zweigstelle vertreten. Die Tageszeitung Tribuna do Paraná wird in Curitiba verlegt. Music Online Records ist eines der ältesten und größten Musikportale Brasiliens mit Sitz im Stadtteil Sao Francisco. Es ist seit dem 18. April 1998 online.

### Verkehr
Bis in die 1960er-Jahre war die Bevölkerung Curitibas auf 430.000 angewachsen. Man befürchtete, dass das Wachstum der Bevölkerung das Leben in der Stadt drastisch verändern würde. Im Jahr 1964 bat Bürgermeister Ivo Arzua um Vorschläge für eine Stadtplanung. Der Architekt Jaime Lerner, der später Bürgermeister und danach Gouverneur wurde, führte eine Gruppe der Bundesuniversität des Bundesstaates Paraná an, welche vorschlug, die städtische Ausbreitung streng zu kontrollieren, den Verkehr in der Innenstadt zu verringern, das historische Erbe Curitibas zu bewahren und einen bequemen und allgemein erschwinglichen öffentlichen Verkehr aufzubauen. Dieser Plan wurde 1968 angenommen. Lerner schloss die Rua XV de Novembro – eine der Hauptdurchzugsstraßen – für den Autoverkehr und wendete ein neues Straßendesign zur Verringerung des Verkehrs an. Dieses Design, genannt das Dreifach-Straßensystem, besteht aus zwei Einbahnstraßen, die in entgegengesetzte Richtungen führen und eine kleinere, zweispurige Straße umgeben.

#### Öffentlicher Nahverkehr

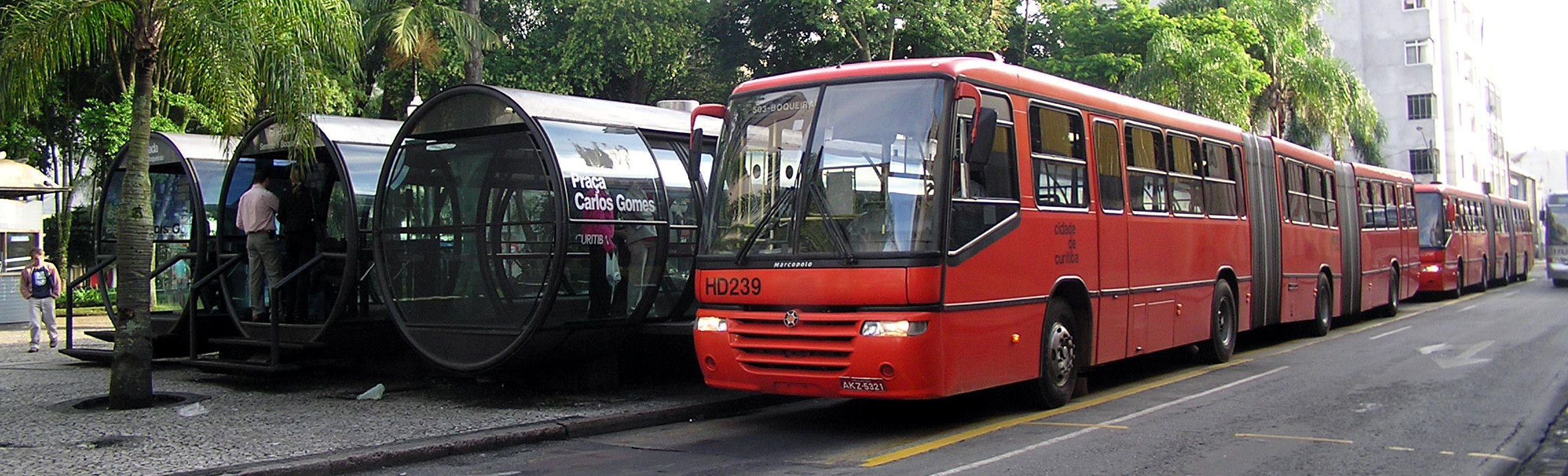
Bushaltestelle mit Doppelgelenkbussen

In den 1980er Jahren wurde das „integrierte Transportnetz“ Rede Integrada de Transporte fertiggestellt. Es erlaubt eine Fahrt zu jedem Punkt in der Stadt zu einem einzigen Fahrpreis.
Eine Besonderheit in Curitiba sind die Haltestellenröhren mit Hochbahnsteig, die an allen Haltestellen mit Linha Direta- bzw. Expresso Biarticulado-Bedienung aufgestellt wurden. Diese sind immer mit Personal besetzt, die den zeitaufwendigen Fahrkartenverkauf und die Fahrscheinkontrolle bereits am Eingang zur Röhre durchführen, so dass das Fahrzeug mit nur sehr kurzen Haltezeiten für den eigentlichen Fahrgastwechsel auskommt. Verstärkt wird dieser Effekt durch die Hochbahnsteige, die ein niveaugleiches Ein- und Aussteigen ohne Stufen ermöglichen. Hierdurch kann mit den Hochflurbussen eine außergewöhnlich hohe Reisegeschwindigkeit erzielt werden.
Den genaueren Vorgang eines solchen Fahrgastwechsels zeigt folgende Bilderserie:

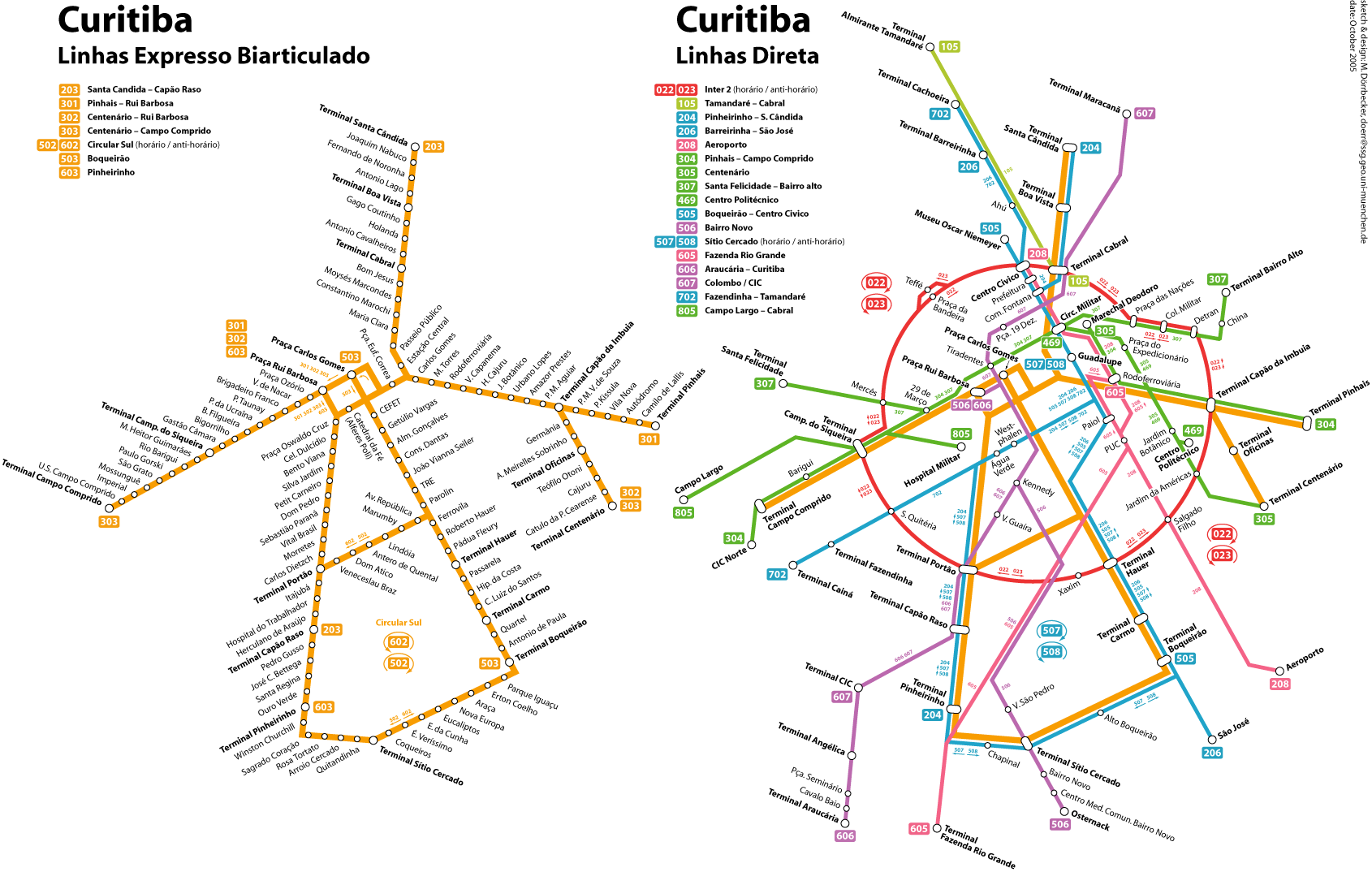
Das Rede Integrada de Transporte: Die linhas expresso biarticulado und die linhas direta

Das Netz der Buslinien wurde streng durchhierarchisiert, so dass es heute zehn unterschiedliche Produkte mit jeweils spezifischen Verkehrsaufgaben gibt:
- Circular Centro (weiß lackierte Kleinbusse): einzelne Ringlinie zur Erschließung des zentralen Stadtbereichs
- Convencional (gelb lackierte Klein- und Normalbusse): Verbindungslinien zwischen den Stadtteilen
- Troncal (gelb lackierte Normal- und Gelenkbusse): Verbindungslinien zwischen den Stadtteilen, die mit anderen Linien integrieren
- Interhospitais (weiß lackierte Klein- und Normalbusse): einzelne Ringlinie zwischen einige Krankenhäuser
- Alimentador (orange lackierte Normal- und Gelenkbusse): Zubringerlinien zu den Interbairros, den Diretas und den Expressos
- Madrugueiro (gelb lackierte Normal- und Gelenkbusse): Verbindungslinien, die nach Mitternacht bedienen
- Interbairros (dunkelgrün lackierte Normal- und Gelenkbusse): sechs Ringlinien zwischen den Stadtteilen
- Linha Turismo (weiß lackierte Normalbusse und hellgrün lackierte Doppeldeckerbusse): einzelne Ringlinie zwischen Tourismuszielen der Stadt
- Linha Direta (silber lackierte (Gelenk-)Hochflurbusse): diese bilden ein Schnellbusnetz, welches die großen Umsteigepunkte der Stadt ohne Zwischenhalte verbindet – die Busse haben ihre Einstiegstüren auf der linken Fahrzeugseite, da somit eine Haltestellenröhre auch von rechts angefahren werden kann und ein direktes Umsteigen am selben Bussteig durch die Röhre hindurch in den gegenüberliegenden Bus erfolgen kann
- Expresso (rot lackierte Gelenk- und Doppelgelenk-Hochflurbusse): ein hochleistungsfähiges Netz von die Stadt durchquerenden Linien, welches den Charakter eines „Stadtbahnsystems auf Reifen“ aufweist und zum allergrößten Teil auf eigenen, vom restlichen Autoverkehr unabhängigen Bustrassen verkehrt
- Ligeirão (blau oder rot lackierte Doppelgelenk-Hochflurbusse): schneller Expresso Linien, die einige Halte weglassen
- SITES (blau lackierte Normalbusse): spezial Schülerverkehr für Kinder mit Behinderungen
- Acesso (gold lackierte Kleinbusse): spezial Verkehr für andere Menschen mit Behinderungen.

### Fernverkehr

#### Flughafen
Es gibt vier Flughäfen in Curitiba, der Flughafen Afonso Pena International (IATA-Code: CWB, ICAO-Code: SBCT) ist der wichtigste und liegt in São José dos Pinhais südlich des Stadtzentrums. Es werden einige nationale und internationale Ziele angeflogen. Kommerziell orientierte Flüge der Region werden sämtlich über diesen Flughafen abgewickelt. In der Innenstadt liegt der kleinere Flughafen Bacacheri.

#### Fernstraßen
Curitiba hat Anschluss an die großen Städte Brasiliens über die Autobahnen BR-116, BR-376/101, BR-277, BR-476 und BR-153. So führt beispielsweise die Fernstraße São Paulo–Rio Grande do Sul durch das Stadtgebiet.

#### Rodoferroviária

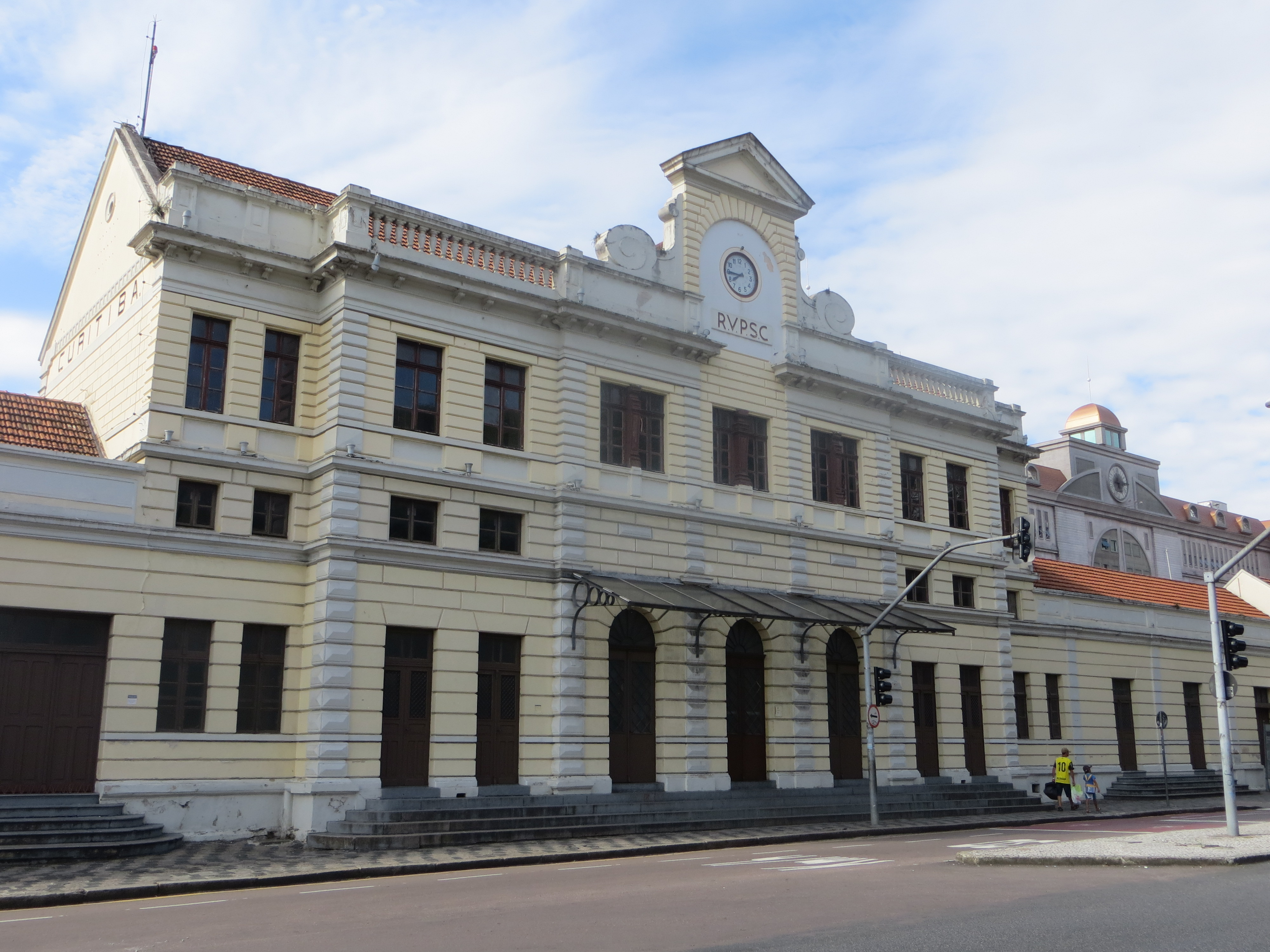
Ehemaliges Bahnhofsgebäude

Die Rodoferroviária entspricht dem, was man im deutschen Sprachraum am ehesten mit „Zentraler Omnibusbahnhof“ bezeichnet. Die von Curitiba aus startenden oder durch die Stadt leitenden Busverbindungen erlauben Busreisen auch zu deutlich mehr als 1000 Kilometer entfernten Zielen (z. B. Recife oder Rio de Janeiro). Zum Einsatz kommen dabei überwiegend komfortable Überland-Reisebusse.

#### Eisenbahnlinien
Ein Personenzugverkehrsnetz existiert nicht, auch nicht im Nahverkehr.
Die Stadt hat allerdings Anschluss an den schienengebundenen Güterverkehr.
Der Serra Verde Express für Touristen verbindet jedoch täglich Curitiba mit Morretes. Sonntags fährt er bis zum Hafen von Paranaguá. Historisch verkehrte für den Personenverkehr von 1885 bis 1972 die noch im Kaiserreich als erste Eisenbahn des Staates eröffnete Eisenbahnlinie Estrada de Ferro Paraná (E.F.P.) zwischen Curitiba und der Hafenstadt Paranaguá.

## Sport
Curitiba hat 3 wichtige Fußballvereine:
- Coritiba FC (1909): Brasilianischer Meister 1985, derzeit in der Série A.
- Athletico Paranaense (1924): Brasilianischer Meister 2001, derzeit in der Série A.
- Paraná Clube (1989): derzeit in der Série B

Die Arena da Baixada war Austragungsort für vier Spiele der ersten Runde der Fußball-Weltmeisterschaft 2014.
In Curitiba geboren wurde der Beachvolleyballspieler Emanuel Rego, Olympiasieger und zweifacher Weltmeister.
Seit 1967 besitzt Curitiba eine Motorsport-Rennstrecke, die in den 1990er-Jahren erweitert und modernisiert wurde. Der Autódromo Internacional de Curitiba gehört zu den modernsten Rennstrecken des Landes. Die Tourenwagen-Weltmeisterschaft 2008 begann am 2. März 2008 in Curitiba.
2002 fand in Curitiba die 3. Faustball-Weltmeisterschaft der Frauen, 2016 die 7. Faustball-Weltmeisterschaft der Frauen statt.

## Städtepartnerschaften
- Krakau, Polen
- Guadalajara, Mexiko
- Himeji, Japan
- Orlando (Florida), USA
- Jacksonville (Florida), USA
- Coimbra, Portugal